# Antidoro de Lemnos
Antidoro ou Antídoro (em grego clássico: Ἀντίδωρος) de Lemnos era um soldado da Antiguidade Clássica que lutou ao lado dos persas na Batalha de Artemísio, no século V a.C. Ele desertou com seu navio para o lado dos gregos durante a batalha. Ele foi o primeiro dos trierarcas da frota persa a mudar para o lado dos gregos.

Antidoro foi recompensado por isso pelos atenienses com um pedaço de terra em Salamina.